# Villel
Villel is een gemeente in de Spaanse provincie Teruel in de regio Aragón met een oppervlakte van 85,38 km². Villel telt 338 inwoners (1 januari 2016).